# 威廉·彼得松
威廉·彼得松（瑞典語：William Petersson，1895年10月6日—1965年5月10日），瑞典男子田径运动员。他曾代表瑞典参加1920年夏季奥林匹克运动会田径比赛，获得一枚金牌和一枚铜牌。